# Hărțile prevestitoare
Hărțile prevestitoare (2006) (titlu original Cartomancy) este un roman fantasy scris de Michael A. Stackpole, al doilea din trilogia Marile descoperiri, serie care prezintă un univers în care o cultură similară celei chinezești descoperă un nou continent spre răsărit, populat de un popor similar celui mayaș.
Volumul continuă acțiunea din locul în care a fost lăsată de romanul precedent, Atlasul secret.

## Intriga
După moarte, Nirati Anturasi se trezește în Anturasixan, un tărâm fictiv creat pentru ea de bunicul ei, celebrul cartograf Qiro Anturasi. Dar noul teritoriu se dovedește la fel de real ca orice alt continent. Aici îl întâlnește pe prințul renăscut Nelesquin, cel care o trădase în urmă cu cinci secole pe Împărăteasa Cyrsa și dorește acum să reunească cele Nouă Principate într-un imperiu condus de el. Armatele sale invadează principatul Erumvirine, în timp ce armatele create de Qiro sunt trimise în capitala Deseirionului, Felarati, pentru a-l elibera pe nepotul său, Keles Anturasi.
Acesta fusese capturat de prințul deseian Pyrust și obligat să realizeze o reorganizare urbanistică a capitalei principatului. În timp ce face asta, el pune la punct un plan de evadare împreună cu soția helosundiană a prințului, Jasai. Profitând de campania efectuată în sud de Pyrust, el evadează împreună cu prințesa, dar sunt luați prin surprindere de atacul armatei trimise de Qiro, care devastează Felaratiul. Ajutați de virukul Rekarafi și de luptătoarea keru Tyressa, cei doi conduc un grup de refugiați într-o fortăreață aflată departe de capitală. Aici organizează apărarea împotriva atacatorilor, iar Keles descoperă că are acces la forțe nebănuite, care-i permit să reînvie gloria de altădată a locurilor și să transforme miniștri și oamenii de rând în războinici de elită.
În campania sa spre sud, Pyrust obține supunerea Helosundei și mărșăluiește spre principatul Nalenyr. Conducătorul acestuia, prințul Cyron, supraviețuiește mai multor tentative de asasinat puse la cale de lorzii din vestul principatului său și de miniștrii săi corupți, dar este prea slăbit pentru a mai face față atacului lui Pyrust. Viața sa este însă salvată de Doamna de Jais și Jad, o curtezană Mistică, care dezvăluie că nu este alta decât legendara Împărăteasă Cyrsa.
La sud de Nalenyr, în Erumvirine, forțele trimise de Nelesquin pustiesc principatul și omoară toți oamenii întâlniți în cale. Războinicul Mistic Moraven Tolo organizează apărarea principatului și reușește să oprească înaintarea invadatorilor.
În Ixyll, fostul ucenic al lui Moraven Tolo, Ciras Dejote, însoțit de creatorul de mașini pre-programate Borosan Gryst pornesc în căutarea magicienilor alături de care Împărăteasa Cyrsa îi înfruntase pe turasynzi cu șapte secole în urmă. Ei descoperă atât slujitorii credincioși ai acesteia - căreia Borosan le transmite mesajul ei de a porni la drum - cât și pe cei care trădaseră cauza ei și și se alăturaseră prințului Nelesquin.
În îndepărtatul continent Caxyan, Jorim Anturasi își începe antrenamentul printre magicienii amentzutli pentru a-și recăpăta originea sa divină, cea a zeului Tetcomchoa. Acest zeu, întrupat în Taichun, a creat Imperiul împărțit ulterior în cele Nouă Principate și a revenit acum pe pământ în trupului lui Jorim pentru a lupta împotriva amenințării lui Nelesquin.

## Personaje
- Keles Anturasi - cartograf nalenyan extrem de talentat care călătorește spre apus în încercarea de a recrea vechiul Drum al mirodeniilor
- Jorim Anturasi - fratele lui Keles, aventurier și cartograf, foarte fin observator al florei și faunei și bun lingvist, care călătorește pe Marea de Răsărit și descoperă un nou continent, ocupat de poporul amentzutl; aici descoperă că el este zeul Tetcomchoa întrupat
- Nirati Anturasi - sora lui Keles și Jorim, complet lipsită de talent în arta cartografiei, creatoarea lumii imaginare Kunjiqui în care spiritul ei se retrage după ce este asasinată
- Qiro Anturasi - bunicul lui Keles, Jorim și Nirati, cartograful care a adus prosperitate Nalenyrului cu ajutorul hărților sale
- Nelesquin - prinț imperial care a trădat cauza Împărătesei Cyrsa în timpul războiului cu turasynzii și s-a întors pe pământ pentru a-și cere tronul
- Moraven Tolo - războinic rătăcitor și Mistic care pleacă alături de Keles pentru a împiedica folosirea armelor încărcate cu magia dezlănțuită de Urgie; el este, de fapt, Virisken Soshir, fostul consort al Împărătesei Cyrsa
- Ciras Dejote - războinic, ucenic al lui Moraven Tolo
- Borosan Gryst - inventator de mașinării pre-programate și dotate cu inteligență limitată, care este salvat de la moarte de grupul condus de Keles
- Tyressa - războinică keru însărcinată cu paza lui Keles
- Rekarafi - războinic virukian care l-a rănit accidental pe Keles și-l însoțește în călătorie pentru a-și plăti datoria față de acesta
- Anaeda Gryst - căpitan pe vasul Lupul furtunii și comandant al flotei trimise împreună cu Jorim să cartografieze Marea de Răsărit
- Shimik - fenn luat la bordul Lupului furtunii după explorarea unei insule din Marea de Răsărit
- Nauana - reprezentanta castei maicana din rândul amentzutlilor
- Cyron - prințul Nalenyrului
- Pyrust - prințul Deseirionului
- Eiran - prinț helosundian folosit de birocrați pentru a i se opune lui Pyrust
- Jasai - sora lui Eiran, care devine soția Prințului Pyrust
- Delasonsa - Mama Umbrelor, sfătuitoarea de taină a Prințului Pyrust
- Junel Aerynnor - agent deseian sadic de care se îndrăgostește Nirati și pe care acesta o asasinează
- Doamna de Jais și Jad - curtezană Mistică din Moriande, care se dovedește a fi Împărăteasa Cyrsa
- Pelut Vniel - Mare Ministru nalenyan

## Opinii critice
Publishers Weekly descrie romanul ca „aventură nonstop pentru cei cărora le place genul fantasy măreț și însângerat”, iar SciFi.com apreciază că „Stackpole își manevrează cu mare măiestrie [...] complotiștii, la fel de inteligent ca propriile lor urzeli”, caracterizând Hărțile prevestitoare ca „un roman de mare forță, care se citește pe nerăsuflate”. La polul opus se află SFSite, care critică romanul pentru detaliile excesive, intriga bazată pe premise false, povestea de fundal mult prea încurcată și lectura greoaie.